# Joe Osborn

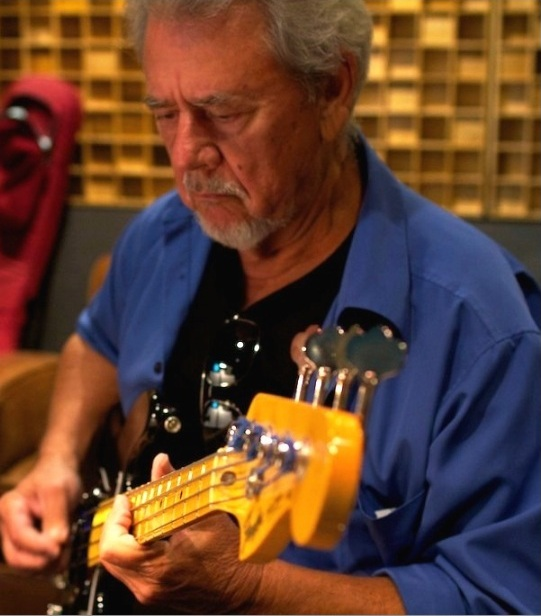
Joe Osborn (2012)

Joe Osborn (* 28. August 1937 in Mound, Madison Parish, Louisiana; † 14. Dezember 2018) war einer der wichtigsten US-amerikanischen Studiomusiker in den 1960er und 1970er Jahren, als er in Tonstudios von Hollywood und Nashville Bassgitarre spielte.

## Werdegang
Osborn lernte 1949 Gitarre von seinem Onkel, der ihm einige Akkorde auf der Melodiegitarre beibrachte; sein Vorbild wurde Chet Atkins. Seine erste Gitarre war eine akustische Silvertone für 15 Dollar, dann eine Gibson ES-176 und eine Fender Telecaster. Osborn arbeitete 1956 als Verkäufer bei der Kaufhauskette Sears Roebuck, wo er später Dale Hawkins kennenlernte. Dieser lud ihn im Juni 1958 zu Plattenaufnahmen (La-Do-Da-Da) ein und heuerte ihn für Tourneen an. Osborn begleitete Hawkins in Studios noch bis 1997. Vielfach wird behauptet, dass Osborn auch beim größten Hit und Evergreen Suzie Q von Dale Hawkins mitwirkte und sogar das Intro-Riff von ihm stamme. Hawkins’ größter Hit war jedoch bereits am 14. Februar 1957 aufgenommen worden, also lange bevor sich die beiden erstmals trafen. Die Aufnahmesession registriert im Übrigen als Bassgitarristen James „Sonny“ Trammell in den Aufzeichnungen der Session, James Burton war für das berühmte Gitarrenriff verantwortlich.
Bob Luman heuerte Osborn im März 1958 für seine Band an. Osborn trat mit Luman im Showboat Hotel (Las Vegas) ab 1959 für ein Jahr auf. Bei Plattenaufnahmen für Bob Luman ab 4. Juni 1959 spielt er Elektrobass (Fender Precision Bass), da Roy Buchanan als Gitarrist den Vorzug erhielt. Zwischen 1960 und 1964 spielte Osborn in der Begleitband von Ricky Nelson. Osborn tauchte erstmals am 26. Oktober 1960 als Studiomusiker von Nelson in Hollywood auf, nachdem er sich im September 1960 einen Fender Jazz Bass gekauft hatte, dessen Saiten er erst 1962 auswechselte. Insgesamt erscheint er für Nelson in 49 Studiosessions. Darunter befand sich der von Osborn vorgeschlagene spätere Millionenseller Travelin’ Man, aufgenommen am 13. März 1961. Der Song beinhaltete erstmals eine auffällige und durchgehende Basslinie. Am 6. März 1961 nahm Osborn erstmals bei Bill Putnams United Recording für Nelson auf und blieb Nelsons Studiomusiker bis zum 18. März 1968. Ab dem 3. Februar 1962 spielte er Rockabilly bei den Burnette-Brüdern. Ab dem 16. Juni 1962 tauchte er in einigen Sessions bei Glen Campbell (Interpret) auf, der später selbst zu The Wrecking Crew gehörte.
Nach der Eröffnung der Discothek Whisky a Go Go in Los Angeles (11. Januar 1964) begleitete Osborn Johnny Rivers; die Live-Aufnahmen entstanden zwischen April und Juli 1964 und wurden auf der im Juli 1964 erschienenen LP At the Whisky à Go Go veröffentlicht. Die zweite Live-LP Here we à Go Go Again (1964) mit Osborn enthielt Coverversionen von klassischen Rock-&-Roll-Standards. Ab 19. November 1965 spielte er bei einigen Sessions für die Everly Brothers.

## The Wrecking Crew
Mit Kollegen von The Wrecking Crew (Billy Strange, Plas Johnson, Earl Palmer) fand sich Osborn bereits zu Aufnahmen für Pat Boone am 13. Juni 1961 zusammen. Nachdem Osborn die Band von Ricky Nelson im September 1964 verlassen hatte und nach den Live-Auftritten mit Johnny Rivers, wollte Joe Osborn Studiomusiker werden. Zwischen 1964 und 1974 gehörte Bassgitarrist Osborn der Wrecking Crew an, einer losen Gemeinschaft von Studiomusikern in Los Angeles, die bei Studioaufnahmen für die musikalische Begleitung oder Verstärkung von Interpreten eingesetzt wurde. Für Phil Spector, der Mitglieder von The Wrecking Crew für seine Wall-of Sound-Produktionen einsetzte, hat Osborn ersichtlich nie gespielt.
Zusammen mit Leon Russell (Keyboards) und Hal Blaine (Schlagzeug) spielte Osborn Bass auf This Diamond Ring (aufgenommen am 19. November 1964; und der LP) für Gary Lewis & the Playboys, obwohl die Gruppe selbst aus Musikern bestand. Produzent Snuff Garrett wollte hiermit die Hitchancen erhöhen, was ihm auch gelang. Der Titel wurde nämlich zum Nummer-eins-Hit und Millionenseller, auch für Osborn der erste Erfolg als Mitglied der Wrecking Crew.
Barry McGuires Protestsong Eve of Destruction (aufgenommen am 15. Juli 1965) entstand mit den Bassläufen von Joe Osborn. Zusammen mit Komponist P. F. Sloan (Gesang/Gitarre), Larry Knechtel (Keyboards) und Bones Howe (Schlagzeug) spielte Osborn im Mai 1966 Bassgitarre auf der Demoaufnahme Where Were You When I Needed You unter dem Pseudonym Grass Roots, die an verschiedene Radiosender in der Gegend um San Francisco versandt wurde. Eine andere Band wurde ausgesucht, übernahm den Namen und sang zur fertigen Musikspur (veröffentlicht im Juni 1966). Bei Scott McKenzies Flower-Power-Welthit San Francisco (Be Sure to Wear Flowers in Your Hair) war er Anfang Mai 1967 bei Western Recorders als Bassist zugegen. Die Soft-Rock-Gruppe Association griff bei zwei LPs auf seine musikalische Unterstützung zurück (LP Insight Out, 27. März bis 3. Juni 1967 und LP Birthday, 12. September 1967 bis 23. Februar 1968), hieraus wurde der Nummer-eins-Hit Windy (Mai 1967) ausgekoppelt. Ebenso wirkte Osborn mit bei den LPs der The Fifth Dimension Up, Up And Away (April 1966 bis 11. März 1967), The Magic Garden (15. Juli bis November 1967) und Stoned Soul Picnic (11. März bis 19. Juni 1968), The-Dillards-LP Wheatstraw Suite (August 1968), der Richard-Harris-LP A Tramp Shining (Dezember 1967 bis Januar 1968) oder der LP The Papas & The Mamas für die Mamas & Papas (Mai 1968). Die Monkees griffen auf ihn ebenso zurück (LP The Birds, The Bees & The Monkees, veröffentlicht am 22. April 1968 sowie bei den Tracks P.O. Box 9847 und dem Single-Hit Valleri, aufgenommen am 26. und 28. Dezember 1967 bei United Recorders). Auf dem epischen Hit MacArthur Park von Richard Harris spielte Joe Osborn das einzige Mal einen 8-saitigen Bass (aufgenommen zwischen dem 21. Dezember 1967 und dem 6. Januar 1968 bei Sound Recorders). Eine produktionstechnisch ebenso schwierige Aufnahme war Aquarius/Let the Sunshine In, auf deren Musikspur er zu hören ist (aufgenommen im Oktober 1968 bei Wally Heider). Auch am weiteren Nummer-eins-Hit Wedding Bell Blues (September 1969) war er beteiligt. Tommy Roes LP Dizzy (Februar 1969) mit dem gleichnamigen Single-Hit enthält ebenfalls Osborns Bassläufe.

## Carpenters
Joe Osborn gilt als Entdecker des Gesangsduos Carpenters. Im April 1966 traf Osborn die noch jungen Carpenter-Geschwister, mit denen er Aufnahmen in seinem Heimstudio produzierte. Hier wurde Karen Carpenters erste Single Looking For Love am 13. Mai 1966 auf Osborns 4-Spurgerät in seiner umgebauten Garage aufgenommen; die Single setzte nur 500 Exemplare um. Auch bei 3 weiteren Titeln mit Karen Carpenter (Schlagzeug/Gesang) begleiten sie Bruder Richard Carpenter (Keyboards) und Wes Jacobs (Bass). Karen unterschrieb hier den Plattenvertrag am 9. Mai 1966. Veröffentlicht wurden die Singles auf Osborns eigenem kurzlebigen Plattenlabel Magic Lamp (#704). Sein Label bestand nur für 3 Jahre, Ende 1967 beendete das Label seine Aktivitäten. Osborn vermittelte die noch unbekannten Carpenters an Herb Alperts A&M-Plattenlabel, wo sie am 22. April 1969 einen Plattenvertrag unterzeichneten. In den A&M-Studios nahmen sie ab 29. April 1969 die LP Offering mit Osborn (Bassgitarre) auf (nachträglich umgetitelt in Ticket To Ride), die am 9. Oktober 1969 auf den Markt kam, relativ hohe Produktionskosten von 47.000 Dollar verschlang und lediglich 18.000 Einheiten verkaufte. Erst die Umbenennung brachte einen Gesamtumsatz von 250.000 Einheiten. Der Durchbruch kam mit der am 19. August 1970 veröffentlichten LP Close to You (wieder mit Osborn; aufgenommen zwischen dem 24. März 1970 und 28. Juli 1970). Die hieraus ausgekoppelte gleichnamige Single erreichte nach ihrem Erscheinen am 15. Mai 1970 innerhalb von 6 Wochen den ersten Rang der Hitparade, den sie für vier Wochen innehatte. Osborn begleitete sie auch auf den nachfolgenden LPs Carpenters (veröffentlicht am 14. Mai 1971), A Song For You (22. Juni 1972), Now & Then (1. Mai 1973), Horizon (6. Juni 1975), A Kind of Hush (11. Juni 1976), Passage (23. September 1977), Christmas Portrait (3. Oktober 1978), Made in America (16. Juni 1981) und Voice of the Heart (18. Oktober 1983).

## Simon & Garfunkel
Simon & Garfunkel nahmen die Hilfe von Osborn unter anderem für ihr fünftes und letztes Studioalbum Bridge over Troubled Water in Anspruch, das die Single-Auskopplungen Bridge over Troubled Water (14. August 1969 backing track), Cecilia und El cóndor pasa (2. November 1969) enthielt. Allein The Boxer benötigte eine Aufnahmedauer von über 100 Stunden (ab 8. November 1969), wobei neben den Columbia-Studios in Nashville (Grundlagen und backing track) und New York (Geigenparts) auch die Akustik der St. Paul’s Chapel in Manhattan (für die Endphase des Songs) genutzt wurde. Hierfür genehmigte der Columbia-Plattenboss Clive Davis eigens die Anschaffung einer 16-Spur-Tonbandmaschine. Simon & Garfunkels Produzent Roy Hallee urteilte über Osborn: „Man braucht das Tonband nicht anzuhalten wegen eines Fehlers, denn es gibt keinen.“ Während der Aufnahmesessions gingen Simon & Garfunkel auf US-Tournee mit 10 Konzerten (31. Oktober bis 29. November 1969). Um ihren Sound zu verbessern, wurden sie durch Mitglieder von The Wrecking Crew (Larry Knechtel, Joe Osborn, Fred Carter jr. und Hal Blaine) musikalisch auf der Bühne unterstützt. Osborns Arbeit kommt insbesondere bei dem Album-Titel The Only Living Boy in New York zum Ausdruck, denn Produzent Roy Halee qualifizierte den 8-saitigen Bass hier als das herausragende musikalische Element des Songs.
Osborn wirkte bei Kenny Rogers & The First Editions Hit Something’s Burnin’ (veröffentlicht im Oktober 1969) mit. Auch Helen Reddys Feministen-Song I Am a Woman (Juni 1972) enthält Osborns Beitrag. Unüberhörbar sind seine Bassläufe bei Albert Hammonds Singles It Never Rains in Southern California (Oktober 1972) und Free Electric Band (April 1973). Neil Diamond nutzte ebenfalls die Dienste von Joe Osborn bei seinen Hits, so etwa sind die eindringlichen Basslinien bei Holly Holy (Oktober 1969) ebenso von Osborn beigesteuert wie bei Cracklin’ Rosie (August 1970) oder Longfellow Serenade (Oktober 1974). Kurz nach der Session für diesen Song verließ Joe Osborn nach 10-jähriger Zugehörigkeit zu The Wrecking Crew Los Angeles und wechselte mit seiner Familie nach Nashville. In Los Angeles hatten ihm mehr als 20 Aufnahmesessions pro Woche mental stark zugesetzt.

## Nashville
Die längste Zeit verbrachte Osborn zwischen Oktober 1974 und 1988 als Sessionmusiker in Nashville, teilweise als ungebundenes Mitglied des Nashville A-Teams. Seine mit dem Wechsel nach Nashville verbundene Absicht, weniger zu arbeiten, erfüllte sich allerdings nicht. Für eine Vielzahl von Aufnahmen der Carpenters flog er von Nashville nach Los Angeles.
In Nashville wird er manchmal zum Nashville A-Team gerechnet, einer wiederum lockeren Gruppierung von Sessionmusikern, die die Hintergrundmusik bei Country-Musikaufnahmen beisteuerten. Das A-Team spielte jedoch bereits seit 1956 in mehr oder weniger strenger Zusammensetzung, die 1974 bereits altersbedingt in Auflösung begriffen war. The Nashville Musician zählt Osborn nicht zum A-Team, sondern zu The Wrecking Crew. Osborns erster Auftrag war ersichtlich Neil Youngs LP Comes a Time, die fast zwei Jahre Produktionszeit benötigte. Sie entstand zwischen dem 28. November 1975 und dem 21. November 1977 in 6 Tonstudios, darunter auch im Nashville Sound Shop (veröffentlicht am 2. Oktober 1978). Osborn wirkte als Bassist mit bei Eddie Rabbitts Debüt-LP (LP Eddie Rabbitt, Januar 1976), den Oak Ridge Boys (LP Y’all Come Back Saloon, Mai 1977), Kenny Rogers’ LPs Daytime Friends (Juli 1977) und Love Or Something Like It (Juli 1978), mehreren LPs für Roy Head (ab September 1977), Tompall Glaser (LP The Wonder of it All, Oktober 1977), Bobby Bare (LP Big Dupree, Januar 1978; Single When I Get Home, 28. Januar 1985), Donna Fargo (LP Dark-Eyed Lady, Oktober 1978), Ronnie Milsap (LP Images, Januar 1979), Mel Tillis (LPs Are You Sincere? 1979; Me And Pepper, Oktober 1979), Hank Williams Jr. (LPs Family Tradition, Juni 1979; Whiskey Bent And Hellbound, November 1979; Habits Old And New, Juni 1980; Rowdy, Januar 1981; The Pressure is on, August 1981). Osborn wurde auch angeheuert von Mickey Gilley (ab Februar 1980), Terry Bradshaw (LP Until You, März 1980), Tanya Tucker (LP Dreamlovers, Mai 1980), Art Garfunkel (LP Scissors Cut, Oktober 1980 bis Mai 1981), Cristy Lane (ab 11. März 1982), Billy Joel (LP Cold Spring Harbor, Erstveröffentlichung Juli 1971, Neuaufnahmen Juli–September 1983), Reba McEntire (LP My Kind of Country, Juli 1984). Seit dem 15. Oktober 1985 spielte er im Hintergrund für Russell Smith. Osborn wirkte mit für Mo Bandy (LP Keepin’ it Country, Januar 1986), Paul Overstreet (LP S.K.O., April 1986), Dana McVickers gleichnamige LP (1988) oder Art Garfunkel (LP Lefty, März 1988). Im Jahr 1989 beendete Osborn im Alter von 52 Jahren seine Karriere als Sessionmusiker.

## Statistik und Rezeption
Joe Osborn wirkte als Bassist bei rund 200 Top-40-Pop-Hits und über 400 Top-40-Country-Hits mit. Er ist allein bei 20 Nummer-eins-Hits (Pop) und auf 53 Top-1-Countryhits zu hören. Er wurde als Studiomusiker mit einer Reihe seiner Arbeitskollegen in dem Dokumentarfilm The Wrecking Crew porträtiert, der 2008 in die Kinos kam. Osborn war Gründer des kurzlebigen Plattenlabels Magic Lamp Records im Jahre 1964, das am 29. August 1964 eine Single von Osborn-Freund Johnny Burnette herausbrachte (Less Than A Heartbeat / Bigger Man) und 1967 wieder liquidiert wurde. In seinem Garagen-Studio nahm er 1969 auch Dale Hawkins auf. Sohn Darren Osborn (* 1969 in Hollywood) spielt Schlagzeug. Er betreibt seit 1987 die Louisiana Recording Studios. 1997 begleitete er mit seinem Vater den Altrocker Dale Hawkins. Ganz aus dem Musikgeschäft zurückgezogen hatte sich Joe Osborn noch nicht, denn bis 1997 begleitete er Dale Hawkins bei Studioaufnahmen. Mit seinem Fender Jazz Bass war Osborn auf der Matthew Davidson-EP Step Up zu hören (veröffentlicht im September 2012). Osborn verbrachte einen großen Teil seines Lebens in Tonstudios.